# Stazione di Camposano
Stazione di Camposano vasútállomás Olaszországban, Camposano településen.

## Vasútvonalak
Az állomást az alábbi vasútvonalak érintik:
- Nápoly–Nola–Baiano-vasútvonal

## Kapcsolódó állomások
A vasútállomáshoz az alábbi állomások vannak a legközelebb:
- Stazione di Cicciano
- Stazione di Cimitile
- Stazione di Roccarainola